# William Cain
William Cain (* 31. Oktober 1792 im Berkeley County, South Carolina; † 20. Juli 1878 ebenda) war ein US-amerikanischer Politiker. Zwischen 1846 und 1848 war er Vizegouverneur des Bundesstaates South Carolina.

## Werdegang
Über die Jugend und Schulausbildung von William Cain ist nichts überliefert. Im Jahr 1827 erwarb er zusammen mit einem Partner die Somerset Plantation. Später zahlte er seinen Partner aus und betrieb die Plantage allein. Im Lauf der Zeit erweiterte er seinen Besitz und kaufte mit der Somerton Plantation eine weitere Plantage. Wie damals in den Südstaaten üblich, wurden diese Unternehmen mit Hilfe von Sklaven betrieben. 
Politisch schloss sich Cain der Demokratischen Partei an. Er war Mitglied der South Carolina General Assembly; es wird aber in den Quellen nicht angegeben, welcher der beiden Kammern er angehörte. 1846 wurde er von der Staatslegislative an der Seite von David Johnson zum Vizegouverneur von South Carolina gewählt. Dieses Amt bekleidete er zwischen dem 8. Dezember 1846 und dem 12. Dezember 1848. Dabei war er Stellvertreter des Gouverneurs. Cain erlebte noch den Bürgerkrieg und den Untergang des feudalen Südens. Er starb am 20. Juli 1878 und wurde in St. Stephen beigesetzt.